# Konstantin Clodt von Jürgensburg
Konstantin Karlovitj Clodt von Jürgensburg (ryska: Константин Карлович Клодт), född 18 juni 1807 i Sankt Petersburg, Kejsardömet Ryssland, död där 3 november 1879, var en rysk generalmajor och trägravör.

## Biografi
Konstantin Clodt von Jürgensburg var son till generalen Karl (Karl-Gustav) Clodt von Jürgensburg och bror till matematikern Vladimir Clodt von Jürgensburg och skulptören Peter Clodt von Jürgensburg, 
Han blev överbibliotekarie vid Artilleriskolan i Sankt Petersburg. Han tog avsked 1835 och blev Rysslands förste xylograf. Från 1837 till 1845 var han lärare i trästick på Kejserliga Konstakademien i Sankt Petersburg.
Konstantin Clodt von Jürgensburg gifte sig i sitt första äktenskap med Cathérine Vigné, som var fransyska. Paret fick elva barn, bland andra Michail Clodt von Jürgensburg, Elisabeth Järnefelt och målaren Olga Clodt von Jürgensburg (1856-omkring 1942).  Kasper, Arvid, Eero och Armas Järnefelt samt Aino var deras barnbarn, liksom målarna Nikolaj Clodt von Jürgensburg och Eugenij Clodt von Jürgensburg.
I sitt andra äktenskap gifte han sig i november 1871 med Johanna Ossipov (född 1842). Paret fick ett barn.